# 존 사비던트
존 새비던트(John Savident, 1938년 1월 21일~2024년 2월 21일)는 영국의 배우이다.
건지섬에서 태어났다.

## 출연 작품
- 어버브 서스픽션(2009년)
- 샤프의 부대(1996년)
- 몰 플랜더스(1996년)
- 로크 네스(1995년)
- 오델로(1995년)
- 미들마치(1994년)
- 어둠의 묵시록(1994년)
- 남아있는 나날(1993년)
- 미세스 아리스 고즈 투 패리스(1992년)
- 폭소 삼총사(1992년)
- 바람에 대항한 여인(1991년)
- 소팽의 연인(1991년)
- 허드슨 호크(1991년)
- 마운틴 오브 더 문(1990년)
- 사악한 여자(1983년)
- 간디(1982년)
- 로미오와 줄리엣(1978년)
- 크라운 코트(1972년)
- 시계태엽 오렌지(1971년) - 공모자 역
- 비포 윈터 컴즈(1969년) - 브리티시 코퍼럴 역
- 더 웬즈데이 플레이(1964년)

### 텔레비전
- 코로네이션 스트리트(1960년)
- 디즈니랜드(1954년) - 스튜워드 역